# Nicole Kidman

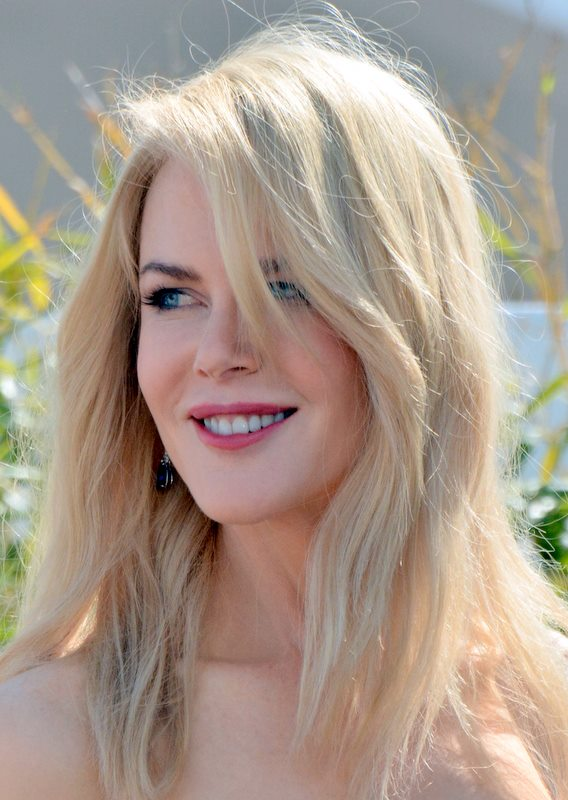
Nicole Kidman bei den Internationalen Filmfestspielen von Cannes 2017

Nicole Mary Kidman AC (* 20. Juni 1967 in Honolulu, Hawaii) ist eine australisch-US-amerikanische Schauspielerin und Filmproduzentin. Bekannt wurde sie mit Filmen wie Todesstille, Tage des Donners, To Die For und Moulin Rouge. 2003 erhielt sie den Oscar als beste Hauptdarstellerin für The Hours – Von Ewigkeit zu Ewigkeit. Im Januar 2006 wurde Kidman zum Companion des Order of Australia berufen und ist seither berechtigt, den Namenszusatz AC zu führen.

## Leben

### Kindheit und Jugend
Nicole Mary Kidman wurde 1967 in Honolulu als erstes von zwei Kindern von Antony (1938–2014) und Janelle Kidman († 2024) geboren. Ihr hawaiianischer Name lautet Hokulani. Ihr Vater, ein Psychologe und Biochemiker, forschte anschließend in Washington, D.C., bevor die Familie 1970 ins heimatliche Australien zog. Im selben Jahr wurde Kidmans Schwester Antonia geboren. Die Kidmans wohnten fortan in Sydneys reichem Vorort Longueville. Kidmans Eltern waren aktive Verfechter der Arbeiter- und Frauenbewegung.
Ihre ersten Erfahrungen in der Schauspielerei machte Nicole im Alter von sechs Jahren bei einem Krippenspiel der Schule in der Rolle eines Schafes. Dies war der Anstoß für Schauspielunterricht, zunächst beim St. Martin’s Youth Theater in Melbourne, beim Australian Theater for Young People und schließlich beim Phillip Street Theater in Sydney. Außerdem nahm sie von ihrem vierten bis zum zwölften Lebensjahr Ballettunterricht. Bei einem Casting für Bikinimoden lernte sie mit 14 Jahren ihre auch heute noch beste Freundin kennen, die Schauspielerin Naomi Watts.

### Durchbruch in Hollywood
Im Dezember 1983 erschienen die Kinohits Bush Christmas – 40 Grad im Schatten und BMX-Bandits, die Kidman in Australien über Nacht zum Star machten. Anschließend trat sie in der Fernsehserie Australien-Express (Five Mile Creek) auf, die weltweit ausgestrahlt wurde. Nachdem sie ihre an Brustkrebs erkrankte Mutter gepflegt hatte, spielte sie Hauptrollen im Reiter-Drama Die Abenteuer eines Rennpferdes, dem Thriller Tanz der Schatten und dem Fernsehspiel Vietnam, für das die 20-Jährige den australischen Filmpreis erhielt. Terry Hayes, Autor und Produzent von Vietnam, engagierte Kidman für sein nächstes Filmprojekt Todesstille, das die Aufmerksamkeit des internationalen Publikums erregte. Mit dem Erfolg von Tage des Donners und ihrer Golden-Globe-Nominierung für Billy Bathgate feierte Kidman ihren Einzug in Hollywood, doch konnte sie sich trotz Kinohits wie In einem fernen Land und Malice – Eine Intrige nicht aus dem Schatten ihres Ehegatten Tom Cruise lösen, mit dem sie seit 1990 verheiratet war.

### Filme ab 1997
Anerkennung erhielt sie schließlich für ihre Rollen in To Die For und Portrait of a Lady (Regisseurin Jane Campion und Kidman waren seit 15 Jahren befreundet). Sie besuchte das Actors Studio in New York und begann mit dem Studium des Method Acting, bevor sie 1997 an Projekt: Peacemaker, der ersten DreamWorks-SKG-Produktion, und Stanley Kubricks letztem Film Eyes Wide Shut (1999) arbeitete. 1998 trat Kidman in London und am Broadway in Sam Mendes’ Stück The Blue Room auf, wofür sie für den Laurence Olivier Award nominiert wurde.
Nach der Scheidung von Tom Cruise gelang ihr der Sprung in die oberste Liga Hollywoods: Obwohl ihre Filme bis 2001 weltweit über 1,3 Milliarden US-Dollar eingespielt hatten, entwickelte sich Kidman erst jetzt zu einem Kassenmagneten. Die Filmprojekte wie The Others und Unterwegs nach Cold Mountain waren weltweite Kinoerfolge. Dabei bedeutete die Verleihung des Oscars für ihre Rolle in The Hours – Von Ewigkeit zu Ewigkeit den vorläufigen Höhepunkt ihrer Karriere. Nach ihrem Debüt als Sängerin in dem Musical Moulin Rouge landete sie mit Somethin’ Stupid, einem Duett mit Robbie Williams, den Weihnachtshit 2001. Im Jahr 2002 sollte sie die Hauptrolle in dem Film Panic Room spielen. Doch nachdem sie sich bei einem Stunt verletzt hatte, übernahm Schauspielkollegin Jodie Foster die Rolle.
2003 engagierte Karl Lagerfeld Kidman als das Gesicht der Chanel-N°5-Kampagne. Der 2 min 3 s lange Werbeclip zählt sowohl zu den längsten, teuersten als auch besten TV-Werbespots in der normalen Sendezeit. Für den zweiminütigen TV-Spot für Chanel No. 5 von Baz Luhrmann erhielt Kidman 7,5 Millionen US-Dollar Gage. Neben dem Spot stand Kidman auch Modell für die Anzeigenkampagne, die mehrmals verändert neu aufgelegt wurde. Im selben Jahr wurde Kidman mit einem Stern auf dem Walk of Fame geehrt.

### Filme und Fernsehen ab 2003
Nach Rollen in Anthony Minghellas Bürgerkriegsdrama Unterwegs nach Cold Mountain (2003), Frank Oz’ Komödie Die Frauen von Stepford (2005) oder der Künstlerbiografie Fell – Eine Liebesgeschichte (2006) konnte Kidman eine Gage von 16 bis 17 Mio. US-Dollar pro Film verlangen. Damit löste sie 2006 Julia Roberts als bestbezahlte Hollywood-Schauspielerin ab. 2007 rangierte sie mit einer Gage von 10 bis 15 Millionen Dollar auf Rang vier hinter Reese Witherspoon, Angelina Jolie und Cameron Diaz. 2008 sollte Nicole Kidman die weibliche Hauptrolle in der Verfilmung des Romans Der Vorleser spielen. Da sie jedoch schwanger wurde, sagte sie kurzfristig ab. Die Rolle übernahm Kate Winslet. Weitere Kinofilme folgten, aber auch einige Fernsehproduktionen.
2013 wurde sie in die Wettbewerbsjury der 66. Internationalen Filmfestspiele von Cannes berufen.
2017 war Kidman in der Miniserie Big Little Lies als unter häuslicher Gewalt leidende Ehefrau und Mutter neben Reese Witherspoon und Shailene Woodley zu sehen. Die Darstellung der Celeste brachte ihr den ersten Emmy in ihrer Karriere ein, nachdem sie für Hemingway & Gellhorn (2012) nominiert gewesen war. Außerdem erhielt sie einen weiteren Emmy in der Kategorie Beste Miniserie, da sie gemeinsam mit Witherspoon als Executive Producer fungierte. Big Little Lies war der erste Serienauftritt für Kidman seit Bangkok Hilton (1989).
Im Jahr 2021 war sie als Lucille Ball in Aaron Sorkins Drama Being the Ricardos an der Seite von Javier Bardem zu sehen. Für ihre Darstellung der hochbelasteten Fernsehkomödiantin und -Produzentin erhielt sie bei der Verleihung der Golden Globe Awards 2022 ihre fünfte Auszeichnung als Beste Hauptdarstellerin sowie ihre fünfte Oscar-Nominierung.
Für ihre Hauptrolle in Halina Reijns Erotikdrama Babygirl (2024) gewann Kidman den Darstellerpreis des Filmfestivals von Venedig. Aufgrund des Todes ihrer Mutter konnte sie den Preis nicht selbst in Empfang nehmen.
Die deutsche Synchronstimme von Nicole Kidman ist Petra Barthel.

### Privates

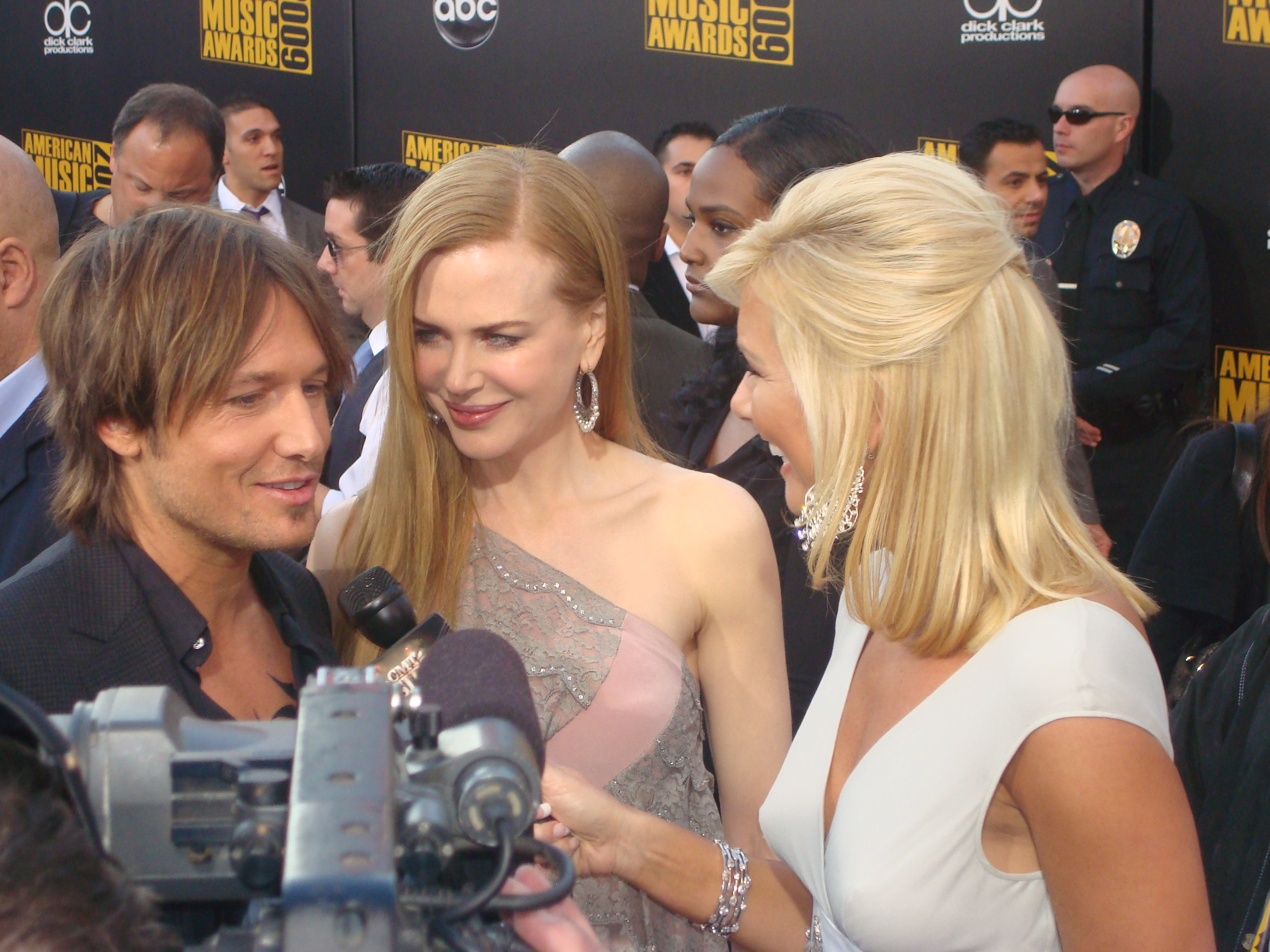
Kidman mit ihrem Ehemann Keith Urban bei der Verleihung der American Music Awards (2009)

Von 1990 bis zur Scheidung im August 2001 war Kidman mit dem Schauspielkollegen Tom Cruise verheiratet. Das Paar adoptierte zwei Kinder. Nach der Scheidung blieben diese bei Cruise.
Im Juni 2006 heiratete Kidman den australischen Countrysänger Keith Urban. Aus der Ehe ging eine gemeinsame Tochter (* 2008) hervor. Eine weitere Tochter (* 2010) wurde von einer Leihmutter ausgetragen. Kidman und ihre Familie leben auf einer Ranch in der Nähe von Sydney.
Zu ihren Hobbys zählt das Schreiben von Kurzgeschichten.
Ihr Name tauchte im Zusammenhang mit den Paradise Papers auf, die Steuervermeidungstaktiken aufdeckten.

### Wohltätige Arbeit
Seit Jahren unterstützt Nicole Kidman verschiedene Wohltätigkeitsorganisationen. Seit 1994 ist sie die australische Botschafterin von UNICEF und setzt sich für die Rechte der Kinder ein. Im Januar 2006 trat sie einer weiteren Organisation der UNO bei. Als Sonderbotschafterin (Goodwill Ambassador) von UNIFEM setzt sie sich für das Gemeinwohl und die Rechte von Frauen und Kindern ein.
Ende November 2007 rief Nicole Kidman die Internetkampagne Say no to violence zur Beendigung von Gewalt gegen Frauen ins Leben. Unter dem Motto „Sag NEIN zu Gewalt an Frauen“ lädt sie Menschen auf der ganzen Welt dazu ein, sich in eine Art virtuelles Buch einzutragen, um so eine Botschaft an die Entscheidungsträger zu senden und sie dazu aufzufordern, das Ausüben von Gewalt gegen Frauen zu beenden und dies auf die Tagesordnung zu setzen.
Des Weiteren ist Kidman seit 1996 Mitglied des Women’s Health Fund at UCLA, eines Programms der University of California, Los Angeles, um insbesondere den Kampf gegen Brustkrebs bei Frauen zu unterstützen. Dazu gehört auch die Breast Cancer Awareness-Kampagne.
Sie ist außerdem Schirmherrin des Australian Theatre for Young People, einer Schauspielschule, die sie selbst auch besuchte.
Für diese Arbeit wurde Nicole Kidman 2004 von der UNO zum Citizen of the World (Bürger der Welt) gekürt. Im selben Jahr erhielt sie eine Ehrung des EIF’s Women’s Cancer Research Fund und 2007 den höchsten Orden ihres Heimatlandes Australien, den Companion of the Order of Australia, unter anderem für ihre wohltätige Arbeit.

## Diskografie

### Singles
| Jahr | Titel Album                                | Höchstplatzierung, Gesamtwochen, AuszeichnungChartplatzierungen (Jahr, Titel, Album, Platzierungen, Wochen, Auszeichnungen, Anmerkungen) | Höchstplatzierung, Gesamtwochen, AuszeichnungChartplatzierungen (Jahr, Titel, Album, Platzierungen, Wochen, Auszeichnungen, Anmerkungen) | Höchstplatzierung, Gesamtwochen, AuszeichnungChartplatzierungen (Jahr, Titel, Album, Platzierungen, Wochen, Auszeichnungen, Anmerkungen) | Höchstplatzierung, Gesamtwochen, AuszeichnungChartplatzierungen (Jahr, Titel, Album, Platzierungen, Wochen, Auszeichnungen, Anmerkungen) | Anmerkungen                                                 |
| Jahr | Titel Album                                | DE | AT | CH | UK | Anmerkungen                                                 |
| ---- | ------------------------------------------ | --- | --- | --- | --- | ----------------------------------------------------------- |
| 2001 | Come What May Moulin Rouge (O.S.T.)        | DE95 (2 Wo.)DE | — | CH97 (2 Wo.)CH | UK27 Silber · (6 Wo.)UK | Erstveröffentlichung: 24. September 2001 mit Ewan McGregor  |
| 2001 | Somethin’ Stupid Swing When You’re Winning | DE2 (17 Wo.)DE | AT2 (23 Wo.)AT | CH3 (25 Wo.)CH | UK1 Gold · (12 Wo.)UK | Erstveröffentlichung: 14. Dezember 2001 mit Robbie Williams |

### Weitere Lieder
- 2001: Sparkling Diamonds
- 2001: Hindi Sad Diamonds
- 2001: Elephant Love Medley
- 2002: The Show Must Go On
- 2002: One Day I’ll Fly Away
- 2002: The Pitch (Spectacular Spectacular)
- 2006: Kiss (Autor: Prince)
- 2009: Unusual Way

## Filmografie (Auswahl)
Als Schauspielerin
- 1983: Skin Deep (Fernsehfilm)
- 1983: Flucht in die Nacht (Chase Through the Night, Fernsehfilm)
- 1983: Bush Christmas – 40 Grad im Schatten (Bush Christmas)
- 1983: BMX-Bandits (BMX Bandits)
- 1984: Matthew and Son (Fernsehfilm)
- 1984: Das Buschkrankenhaus (A Country Practice, Fernsehserie, 2 Folgen)
- 1985: Winners (Fernsehserie, Folge 1x01 Room to Move)
- 1985: Australien-Express (Five Mile Creek, Fernsehserie, 13 Folgen)
- 1985: Wills & Burke / The Wacky World of Wills & Burke
- 1985: Die Abenteuer eines Rennpferdes / Archers Abenteuer (Archer, Fernsehfilm)
- 1986: Wind der Liebe (Windrider)
- 1987: The Bit Part
- 1987: Un’australiana a Roma (Fernsehfilm)
- 1987: Tanz der Schatten (Watch the Shadows Dance)
- 1987: Room to Move (Fernsehfilm)
- 1987: Vietnam (Fernsehserie, 10 Folgen)
- 1988: Trendsetters – Jahrmarkt der Illusionen (Emerald City)
- 1989: Todesstille (Dead Calm)
- 1989: Bangkok Hilton (Fernsehserie, 3 Folgen)
- 1990: Tage des Donners (Days of Thunder)
- 1991: Flirting – Spiel mit der Liebe (Flirting)
- 1991: Billy Bathgate
- 1992: In einem fernen Land (Far and Away)
- 1993: Malice – Eine Intrige (Malice)
- 1993: Mein Leben für dich (My Life)
- 1995: To Die For
- 1995: Batman Forever
- 1996: Portrait of a Lady (The Portrait of a Lady)
- 1996: Die Stunde des Verführers (The Leading Man)
- 1997: Projekt: Peacemaker (The Peacemaker)
- 1998: Zauberhafte Schwestern (Practical Magic)
- 1999: Eyes Wide Shut
- 2001: Moulin Rouge
- 2001: The Others
- 2001: Birthday Girl
- 2002: The Hours – Von Ewigkeit zu Ewigkeit (The Hours)
- 2003: Dogville
- 2003: Der menschliche Makel (The Human Stain)
- 2003: Unterwegs nach Cold Mountain (Cold Mountain)
- 2004: Die Frauen von Stepford (The Stepford Wives)
- 2004: Birth
- 2005: Die Dolmetscherin (The Interpreter)
- 2005: Verliebt in eine Hexe (Bewitched)
- 2006: Fell – Eine Liebesgeschichte (Fur: An Imaginary Portrait of Diane Arbus)
- 2006: Happy Feet (Stimme)
- 2007: Invasion
- 2007: Margot und die Hochzeit (Margot at the Wedding)
- 2007: Der Goldene Kompass (The Golden Compass)
- 2008: Australia
- 2009: Nine
- 2010: Rabbit Hole
- 2011: Meine erfundene Frau (Just Go with It)
- 2011: Trespass
- 2012: The Paperboy
- 2012: Hemingway & Gellhorn
- 2013: Stoker
- 2013: Die Liebe seines Lebens (The Railway Man)
- 2014: Grace of Monaco
- 2014: Ich. Darf. Nicht. Schlafen. (Before I Go to Sleep)
- 2014: Paddington
- 2015: Königin der Wüste (Queen of the Desert)
- 2015: Die gesammelten Peinlichkeiten unserer Eltern in der Reihenfolge ihrer Erstaufführung (The Family Fang)
- 2015: Vor ihren Augen (Secret in Their Eyes)
- 2015: Spurlos – Ein Sturm wird kommen (Strangerland)
- 2016: Genius – Die tausend Seiten einer Freundschaft (Genius)
- 2016: Lion – Der lange Weg nach Hause (Lion)
- 2017–2019: Big Little Lies (Miniserie, 14 Folgen)
- 2017: How to Talk to Girls at Parties
- 2017: The Killing of a Sacred Deer
- 2017: Die Verführten (The Beguiled)
- 2017: Mein Bester & Ich (The Upside)
- 2017: Top of the Lake (Top of the Lake: China Girl, Fernsehserie, 6 Folgen)
- 2018: Der verlorene Sohn (Boy Erased)
- 2018: Destroyer
- 2018: Aquaman
- 2019: Der Distelfink (The Goldfinch)
- 2019: Bombshell – Das Ende des Schweigens (Bombshell)
- 2020: The Undoing (Miniserie, 6 Folgen)
- 2020: The Prom
- 2021–2025: Nine Perfect Strangers (Miniserie, 16 Folgen)
- 2021: Being the Ricardos
- 2022: The Northman
- 2022: Roar (Fernsehserie, Folge 1x02 The Woman Who Ate Photographs)
- seit 2023: Special Ops: Lioness (Fernsehserie, auch Produktion)
- 2023: Aquaman: Lost Kingdom (Aquaman and the Lost Kingdom)
- 2024: Expats (Miniserie, 6 Folgen)
- 2024: A Family Affair
- 2024: Babygirl
- 2024: Spellbound (Stimme)
- 2024: Ein neuer Sommer (The Perfect Couple, Fernsehserie, 6 Folgen)
- 2025: Holland

Als Filmproduzentin
- 2003: In the Cut
- 2010: Rabbit Hole
- 2011: Plötzlich Star (Monte Carlo)
- 2015: Die gesammelten Peinlichkeiten unserer Eltern in der Reihenfolge ihrer Erstaufführung (The Family Fang)
- 2017–2019: Big Little Lies (Miniserie)
- 2020: The Undoing (Miniserie)
- 2022: Roar (Fernsehserie)
- 2023: Love & Death (Miniserie)
- seit 2023: Special Ops: Lioness (Fernsehserie)
- 2024: Expats (Miniserie)
- 2024: Ein neuer Sommer (The Perfect Couple, Fernsehserie)
- 2025: Holland

## Ehrungen und Auszeichnungen (Auszug)
Order of Australia
- 2006: Berufung zum Companion des australischen Verdienstordens[1]

Laurence Olivier Award
- 2016: Beste Schauspielerin – Photograph 51 (am Noël Coward Theatre, Regie Michael Grandage)[14] – nominiert[15]

Oscar
- 2002: Beste Hauptdarstellerin – Moulin Rouge – nominiert
- 2003: Beste Hauptdarstellerin – The Hours: Von Ewigkeit zu Ewigkeit – ausgezeichnet
- 2011: Beste Hauptdarstellerin – Rabbit Hole – nominiert
- 2017: Beste Nebendarstellerin – Lion – nominiert
- 2022: Beste Hauptdarstellerin – Being the Ricardos – nominiert

BAFTA Film
- 1996: Beste Hauptdarstellerin – To Die For – nominiert
- 2002: Beste Hauptdarstellerin – The Others – nominiert
- 2003: Beste Hauptdarstellerin – The Hours: Von Ewigkeit zu Ewigkeit – ausgezeichnet
- 2017: Beste Nebendarstellerin – Lion – nominiert[16]

Emmy
- 2012: Beste Hauptdarstellerin (Miniserie oder Fernsehfilm) – Hemingway & Gellhorn – nominiert
- 2017: Beste Miniserie (als Executive Producer) – Big Little Lies – ausgezeichnet
- 2017: Beste Hauptdarstellerin (Miniserie oder Fernsehfilm) – Big Little Lies – ausgezeichnet

Golden Globe
- 1992: Beste Nebendarstellerin – Billy Bathgate – nominiert
- 1996: Beste Hauptdarstellerin (Komödie oder Musical) – To Die For – ausgezeichnet
- 2002: Beste Hauptdarstellerin (Drama) – The Others – nominiert
- 2002: Beste Hauptdarstellerin (Komödie oder Musical) – Moulin Rouge – ausgezeichnet
- 2003: Beste Hauptdarstellerin (Drama) – The Hours: Von Ewigkeit zu Ewigkeit – ausgezeichnet
- 2004: Beste Hauptdarstellerin (Drama) – Unterwegs nach Cold Mountain – nominiert
- 2005: Beste Hauptdarstellerin (Drama) – Birth – nominiert
- 2011: Beste Hauptdarstellerin (Drama) – Rabbit Hole – nominiert
- 2013: Beste Hauptdarstellerin (Mini-Serie oder TV-Film) – Hemingway & Gellhorn – nominiert
- 2013: Beste Nebendarstellerin – The Paperboy – nominiert
- 2017: Beste Nebendarstellerin – Lion – nominiert
- 2018: Beste Hauptdarstellerin (Mini-Serie oder TV-Film) – Big Little Lies – ausgezeichnet
- 2019: Beste Hauptdarstellerin (Drama) – Destroyer – nominiert
- 2022: Beste Hauptdarstellerin (Drama) – Being the Ricardos – ausgezeichnet
- 2025: Beste Hauptdarstellerin (Drama) – Babygirl – nominiert

Goldene Kamera
- 2017: Beste Schauspielerin International – ausgezeichnet

Saturn Awards
- 1991: Beste Hauptdarstellerin – Todesstille – nominiert
- 1996: Beste Hauptdarstellerin – To Die For – nominiert
- 2002: Beste Hauptdarstellerin – The Others – ausgezeichnet
- 2005: Beste Hauptdarstellerin – Birth – nominiert
- 2011: Beste Hauptdarstellerin – Rabbit Hole – nominiert

Bodil Award
- 2004: Beste Hauptdarstellerin – Dogville – nominiert

Russian Guild of Film Critics
- 2004: Beste ausländische Schauspielerin – Dogville – ausgezeichnet

Goldene Himbeere
- 2005: Schlechtestes Leinwandpaar (mit Will Ferrell) – Verliebt in eine Hexe – ausgezeichnet
- 2012: Schlechteste Nebendarstellerin – Meine erfundene Frau – nominiert

AFI Life Achievement Award
- 2024

Internationale Filmfestspiele von Venedig
- 2024: Coppa Volpi – Beste Darstellerin – Babygirl

## Dokumentation
- Nicole Kidman – Eyes Wide Open. Regie: Patrick Boudet. ARTE F, Frankreich, 52 Minuten, 2022